# 綾部藩
綾部藩（日语：／ Ayabe-han */?）是日本丹波國何鹿郡綾部的藩，寬永10年3月5日（1633年4月13日）創藩，明治4年7月14日（1871年8月29日）廢藩，石高在高峰期時達20,000石，明治初年的實高是21,062石，藩廳是綾部陣屋，藩校創建自正德5年（1715年），最初稱為進德館，慶應元年（1865年）改稱篤信館。人口在元祿年間（1688年至1704年）時有238戶，天保年間（1831年至1844年）時則是278戶。
武家屋敷方面，江戶藩邸上屋敷位於北八丁堀，推測拜領自寬永10年（1633年）或以前，中屋敷位於芝金杉，推測拜領自寶永年間（1704年至1711年）或以前，直至延享年間（1744年至1748年）為止，下屋敷最初位於二本榎，拜領自萬治元年閏12月19日（1659年2月10日），直至延寶7年（1679年）相對替。本所三目下屋敷在安永4年6月25日（1775年7月22日）相對替至本所五本松。京屋敷在寬保年間（1741年至1744年）時則位於楊梅通新町東入。

## 歷史
九鬼隆季之父九鬼守隆原本領有志摩國鳥羽，不過隆季與其弟九鬼久隆就家督繼承問題爆發御家騷動。最終在寬永10年3月5日（1633年4月13日），隆季獲江戶幕府將軍德川家光下賜丹波國綾部20,000石，久隆則以36,000石轉封至攝津國三田。綾部20,000石最初涵蓋何鹿郡西部8村12,742石以及天田郡南部19村6,757石，隆季在寬永11年（1634年）11月進駐當地後，以下市場的梅原彈正忠館遺址作為居所。慶安3年3月27日（1650年4月27日），下市場毀於火災，因此在翌年轉移至上野的台地。
萬治4年3月28日（1661年4月27日），隆季分知天田郡內500石予其弟隆重。元祿11年（1698年）5月，松平信定十一子作為九鬼隆常的養子而繼位，即九鬼隆直。正德3年正月30日（1713年2月24日），建部政周三子作為隆直的養子而繼位，即九鬼隆寬。安永10年3月12日（1781年4月5日），田沼意次七子作為九鬼隆貞的養子而繼位，即九鬼隆祺。天明4年（1784年）2月，物部村等變為藩領，日之尾村等則變為幕府領，寬政12年12月28日（1801年2月11日），天明4年時變為幕府領的村再次重歸綾部藩，相對地觀音寺村等則變成幕領。
文政5年閏正月24日（1822年3月17日），九鬼隆都就任為藩主，並且開始改革藩政，他在任內的天保11年（1840年）招攬佐藤信淵來改善農業，天保14年（1843年）時又請來兵學家山鹿素水，弘化4年（1847年）時則設置木棉會所實施專賣來嘗試改善財政。文久3年（1863年）3月，江戶幕府將軍德川家茂上洛，綾部藩便奉命前往塚原陣屋，並且於丹波口戒備，其後綾部藩與柏原藩一同在附近的沓掛村以及長野村等地的番所執行任務。元治元年7月19日（1864年8月20日），禁門之變爆發，綾部藩前往御所戒備。
鳥羽伏見之戰爆發後，由於柏原藩進軍至京都御所，因此僅餘綾部藩在各處戒備。慶應4年（1868年）正月，綾部藩便已經歸順於山陰鎮撫使西園寺公望。正月20日（2月13日），綾部藩獲新政府軍正式下達戒備命令。同年2月6日（2月28日），新政府軍下令讓綾部藩兼任原本由津藩負責戒備的山崎門關，不過九鬼隆備在翌日便以人數不足為由推辭，最終改由上山藩接手。明治4年7月14日（1871年8月29日），廢藩置縣。

## 歷任藩主
| 家名   | 家格      | 名稱     | 石高               | 藩領                                               |
| ------ | --------- | -------- | ------------------ | -------------------------------------------------- |
| 九鬼家 | 外樣 陣屋 | 九鬼隆季 | 20,000石↓ 19,500石 | 丹波國何鹿郡和天田郡                               |
| 九鬼家 | 外樣 陣屋 | 九鬼隆常 | 19,500石           | 丹波國何鹿郡和天田郡                               |
| 九鬼家 | 外樣 陣屋 | 九鬼隆直 | 19,500石           | 丹波國何鹿郡和天田郡                               |
| 九鬼家 | 外樣 陣屋 | 九鬼隆寬 | 19,500石           | 丹波國何鹿郡和天田郡                               |
| 九鬼家 | 外樣 陣屋 | 九鬼隆貞 | 19,500石           | 丹波國何鹿郡和天田郡                               |
| 九鬼家 | 外樣 陣屋 | 九鬼隆祺 | 19,500石           | 丹波國何鹿郡和天田郡↓ 丹波國何鹿郡、天田郡和船井郡 |
| 九鬼家 | 外樣 陣屋 | 九鬼隆鄉 | 19,500石           | 丹波國何鹿郡、天田郡和船井郡                       |
| 九鬼家 | 外樣 陣屋 | 九鬼隆度 | 19,500石           | 丹波國何鹿郡、天田郡和船井郡                       |
| 九鬼家 | 外樣 陣屋 | 九鬼隆都 | 19,500石           | 丹波國何鹿郡、天田郡和船井郡                       |
| 九鬼家 | 外樣 陣屋 | 九鬼隆備 | 19,500石           | 丹波國何鹿郡、天田郡和船井郡                       |

## 領地
| 令制國 | 郡     | 領地 |
| ------ | ------ | --- |
| 丹波國 | 船井郡 | 新町村、中台村、質志村、三之宮村、諸內村 |
| 丹波國 | 何鹿郡 | 綾部村、野田村、味方村、寺村、新宮村、坪內村、青野村、井倉村、井倉新町、中村、神宮寺村、田野村、延村、安場村、岡村、大島村、高津村、東栗村、小貝村、石原村、館村、大畑村、長砂村、福垣村、三宅村、小崎新田、今田村、新庄村、小西村、鍛冶屋村、中村、物部村 |
| 丹波國 | 天田郡 | 大身村、加用村、大原村、台頭村、上川合村、岼村、下川合村、細見中出村、草山村、寺尾村、千束村、蘆淵村、萩原村、上野村、生野村、正後寺村、三俁村、池田村、岩崎村、宮村、大內村、日尾村、常願寺村、戶田村、觀音寺村                                           |

## 註解
1. ↑  綾部現為京都府綾部市本町、西町、廣小路、西新町、站前通、相生町、幸通、若松町、若竹町、並松町、本宮町、川糸町、新宮町、上野町、新町、田町、月見町、中之町、天神町、神宮寺町、青野町、井倉町、井倉新町、宮代町、綾中町、味方町、野田町、寺町和田野町（日语：綾部町）[1]。
2. ↑  現行對應地名如下：
  - 北八丁堀上屋敷現在位於東京都中央區日本橋兜町14-2的中央警察署（日语：中央警察署 (東京都)）[4]。
  - 芝金杉現為東京都港區芝1和2丁目內[5]。
  - 二本榎現為港區高輪1丁目、3丁目以及白金台2丁目一帶[5]。
  - 本所三目現為東京都墨田區綠4丁目內[5]。
  - 本所五本松現為東京都江東區猿江2丁目內[5]。
  - 京屋敷現在位於京都府京都市下京區上柳町[3]。
3. ↑  下市場現為綾部市川糸町[3]，上野台地則是綾部市本宮山和藤山之間的鞍部[1]。
4. ↑  現行對應地名如下：
  - 物部村現為綾部市物部町和新庄町（日语：物部村 (京都府)）的一部分。
  - 日之尾村和觀音寺村現為京都府福知山市日尾（日语：三岳村 (京都府)）和觀音寺（日语：西中筋村）。
5. ↑  現行對應地名如下[3]：
  - 塚原現為京都市西京區大枝西長町、大枝東長町、大枝中山町、大枝塚原町、大枝西新林町和大枝東新林町一帶。
  - 沓掛現為西京區大枝沓掛町、大枝西長町、大枝塚原町、大枝西新林町和大枝北沓掛町一帶。
  - 長野村現為京都市右京區京北（日语：京北町）赤石町（日语：細野村 (京都府)）的一部分。

## 外部連結
- . kotobank （日语）.